# Jeremy Udenhout
Jeremy Udenhout (19 mei 2003) is een Nederlands voetballer van Surinaamse afkomst die als middenvelder voor Excelsior Maassluis speelt.

## Carrière
Jeremy Udenhout speelde in de jeugd van VV Rozenburg, Excelsior Maassluis, SC Feyenoord en Sparta Rotterdam. Hier tekende hij in 2019 een contract tot medio 2022. In het seizoen 2020/21 speelde hij met Jong Sparta Rotterdam in de Tweede divisie, maar dit seizoen werd na enkele weken afgebroken vanwege de coronapandemie. In het seizoen 2021/22 speelde Udenhout weer een aantal wedstrijden voor dit team. Nadat zijn contract bij Sparta in 2022 afliep, maakte hij de overstap naar Excelsior, waar hij twee seizoenen in het onder-21-elftal speelde. Hij debuteerde in het betaald voetbal voor Excelsior op 30 maart 2024, in de met 3-0 verloren uitwedstrijd tegen Go Ahead Eagles. Udenhout kwam in de 87e minuut in het veld voor Mimeirhel Benita. Enkele dagen later mocht hij in de met 0-2 verloren thuiswedstrijd tegen PSV weer invallen. In de zomer van 2024 keerde hij terug naar zijn jeugdclub Excelsior Maassluis.

### Statistieken
| Seizoen                   | Club                  | Land           | Competitie     | Competitie | Competitie | Beker | Beker | Totaal | Totaal |
| Seizoen                   | Club                  | Land           | Competitie     | Wed.       | Dlp.       | Wed.  | Dlp.  | Wed.   | Dlp.   |
| ------------------------- | --------------------- | -------------- | -------------- | ---------- | ---------- | ----- | ----- | ------ | ------ |
| 2020/21                   | Jong Sparta Rotterdam | Nederland      | Tweede divisie | 3          | 0          | –     | –     | 3      | 0      |
| 2021/22                   | Jong Sparta Rotterdam | Nederland      | Tweede divisie | 6          | 0          | –     | –     | 6      | 0      |
| 2023/24                   | Excelsior             | Nederland      | Eredivisie     | 2          | 0          | 0     | 0     | 2      | 0      |
| 2024/25                   | Excelsior Maassluis   | Nederland      | Tweede divisie | 25         | 1          | 2     | 0     | 27     | 1      |
| Carrièretotaal            | Carrièretotaal        | Carrièretotaal | Carrièretotaal | 36         | 1          | 2     | 0     | 38     | 1      |
| Bijgewerkt op 9 juni 2025 |                       |                |                |            |            |       |       |        |        |